# 집게제비갈매기류
집게제비갈매기류 또는 물갈매기류(Skimmers)는 도요목 집게제비갈매기과(Rynchopidae)에 속하는 3종의 조류의 총칭이다. 제비갈매기류를 닮은 작은 물새류이다. 남아시아와 아프리카 그리고 아메리카 대륙에 분포한다. 제비갈매기와 비슷하지만, 아랫 부리가 윗 부리보다 길다. 수면 위를 날면서 아랫 부리만 물 속에 넣어 생선 등 수생 생물을 포식하다.

## 하위 종
- 검은집게제비갈매기 (R. niger)
- 아프리카집게제비갈매기 (R. flavirostris)
- 인도집게제비갈매기 또는 흰깃집게제비갈매기 (R. albicollis)